# Olga Xirinacs
Olga Xirinacs (Tarragona, Cataluña, 1936) es una escritora española en lengua catalana y castellana, así como profesora de piano. Posee una sólida formación artística, que da profundidad a su obra literaria. Ha escrito poesía, novela, cuentos y ensayo.
Colabora en la prensa periódica: La Vanguardia, Avui, Foc Nou. Dio cursos de narrativa en Aula de Letras y en la Universidad Pompeu Fabra, de Barcelona.
Muchos de sus libros han merecido los premios más importantes de la literatura en lengua catalana, entre ellos: Sant Jordi, Sant Joan, Josep Pla, Ramon Llull, Carles Riba, dos Premios de la Crítica, entre otros.
Es la única mujer Maestra en Gai Saber por los Juegos Florales de Barcelona después de Mercè Rodoreda. En 1990, la Generalidad de Cataluña le concedió la Creu de Sant Jordi.  Ha escrito más de trescientos cuentos, 250 para adultos y otros para niños publicados en la prensa. Hasta el año 1996 se editaron tres volúmenes.
Una escuela de Tarragona lleva su nombre, la Escuela Olga Xirinacs.

## Honores

### Eponimia
Hay una escuela en Tarragona que lleva su nombre: "Escola Olga Xirinacs"

## Obras en prosa
- Música de cambra. (Música de cámara) Barcelona 1982.
- Interior amb difunts. (Interior con difuntos) Premio Josep Pla 1982. Barcelona 1983.
- La mostela africana i altres contes. (El visón africano y otros cuentos) Barcelona 1985.
- Al meu cap una llosa. (Sobre mi cabeza una losa) Premio San Jordi 1984. Barcelona 1985.
- Zona marítima. Premio de Novela Ramon Llull 1986. Barcelona 1986.
- Relats de mort i altres matèries. (Relatos de muerte y otras materias) Barcelona 1988.
- Mar de fons. (Mar de fondo) Barcelona: Editorial Planeta 1988.
- Tempesta d'hivern. (Tormenta de invierno) Barcelona 1990.
- Enterraments lleugers. (Entierros ligeros) Premio San Joan 1990. Barcelona 1991.
- Cerimònia privada. (Ceremonia privada) Barcelona 1993.
- Josep Sala. Tarragona 1993.
- Sense malícia. (Sin malicia) Premio Ciudad de Palma de Novela 1993. Barcelona 1993
- Sucant el melindro. (Chocolate con bizcochos) Barcelona 1996.
- La Vía Augusta. Vint pobles fan el Tarragonès. De Llevant a Ponent. (La vía Augusta. Veinte pueblos forman el Tarragones. De levante a poniente) Barcelona 1997.
- Viatge d'aigua. Un passeig per la Costa Daurada. (Viaje de agua. Un paseo por la costa Dorada) Barcelona 1999.
- La tarda a Venècia. (Atardecer en Venecia) Barcelona 1999.
- L'home que mossegava les dones. (El hombre que mordía a las mujeres). Barcelona 2000.
- Pavana per un tauró. (Pavana por un tiburón) Barcelona 2001.
- No jugueu al cementiri. (No juguéis en el cementerio) Premio Serie Negra de Novela 2001. Barcelona 2002.
- Els 7 pecats capitals. La peresa – erótica- (Los 7 pecados capitales: la pereza –erótica- ). Barcelona 2002.
- Setmana de difunts (Semana de difuntos). Barcelona 2003
- El viatge. Dietari 1986-1990 (El viaje. Dietario 1986-1990). Barcelona 2004
- El Hijo del tejedor. Barcelona 2006.
- Trens (Trenes). Barcelona 2006.
- El balcón de los suicidas. Barcelona 2007.
- Los viajes de Horacio Andersen. Tarragona 2008.
- El maestro de nubes. Badalona 2008.

## Poesía
- Botons de tiges grises. (Siemprevivas) Barcelona 1977.
- Clau de blau (Tarraconis vrit amor). (Clave en azul) Tarragona 1978.
- Llençol de noces. (Sábana de bodas). Barcelona 1979.
- Tramada. Colectiva con el grupo Espiadimonis. Tarragona 1980.
- Preparo el te sota palmeres roges. (Preparo el té bajo palmeras rojas.) Premio Caravel·la 1980. Barcelona 1981.
- Versifonies. Colectiva con el grupo Espiadimonis Tarragona 1987.
- Llavis que dansen. (Labios que bailan) Barcelona 1987.
- La pluja sobre els palaus. (La lluvia sobre los palacios) Barcelona 1990.
- La muralla. Barcelona 1993.
- Mansardes. Colectiva con el grupo Espiadimonis Tarragona 1997.
- Grills de mandarina (Gajos de mandarina). Lérida 2004.
- El sol a les vinyes/El sol en los viñedos. Il vangelo, Pasolini in memoriam. Edición bilingüe. Barcelona 2005
- Eterna Edición bilingüe. Barcelona 2006
- La Casona en el parque. Barcelona 2007

## Literatura infantil y juvenil
- Marina. Ilustraciones d'Asun Balzola. Barcelona 1986.
- Patates fregides. (Patatas fritas) Ilustraciones de Carme Solé. Barcelona 1994.
- Sóc un arbre. (Soy un árbol) Ilustraciones de Asun Balzola. Barcelona 1994.
- El far del capità. (El faro del capitán) Ilustraciones de Carme Solé. Barcelona 1994.
- Xocolata. (Chocolate) Barcelona 1994.
- El meu pare és capità. (Mi padre es capitán) Ilustraciones de Gemma Sales. Barcelona 1995.
- Final d'estiu. (Final de verano) Barcelona 1996.
- Wendy torna a volar. (Wendy vuelve a volar) Barcelona 1996.
- El vol de Dràcula. (El vuelo de Drácula) Ilustraciones de Francesc Infante. Barcelona 1996.
- Mòmies. (Momias) Barcelona 1996.
- Triangles mortals o la sala dels difunts. (Triángulos mortales o la sala de los difuntos) Ilustraciones de Mercè Canals. Barcelona 1998.
- Marina / Cavall de mar.( Marina /Caballito de mar) Ilustraciones de Asun Balzola. Barcelona 1998.
- La núvia adormida. (La novia dormida) Barcelona 1998.
- La Vaca Xoriça. (La Vaca Choriza.) Ilustraciones de Laia Soler. Barcelona 1998.
- Un cadàver per sopar. (Un cadáver para cenar) Premio Ciutat de Badalona de Narrativa Juvenil 2000. Barcelona 2000.
- L'escrivent de làpides. (El escribiente de lápidas) Barcelona 2002.
- Aprende el abecedario con adivinanzas. Barcelona 2007

## Obra traducida
Lengua castellana
- Zona marítima. Novela. Traducción de Sara Pujol. Barcelona 1987.
- El faro del capitán. Madrid 1994.
- Fin de verano. Traducción de la autora. Madrid 1996.
- El vuelo de drácula. Madrid, 1996.
- El árbol de mi patio. Ilustraciones de Asun Balzola. Traducción de la autora. Barcelona, 1996.
- Marina y Caballito de mar. Traducción de la autora. Madrid, 1998.
- La novia dormida. Traducción de la autora. Barcelona, 1998.
- El escribiente de lápidas. Traducción de Pau Joan Hernàndez. Barcelona, 2002.
- Mi padre es capitán. Barcelona, 2003.
- El sol a les vinyes/El sol en los viñedos. Il vangelo, Pasolini in memoriam. Edición bilingüe. Barcelona 2005
- Eterna. Edición bilingüe. Badalona 2006

Otras lenguas
- Diversos cuentos traducidos al alemán, al euskera, al castellano y al ruso.
- Lips that dance (poesía) traducida al inglés por Hillary J Gardner. Universidad de Washington.
- Poemas al francés en revistas diversas de Francia y Canadá
- Jardines sobre el mar Antología bilingüe de poemas, a cargo de Elena Zernova. Universidad de San Petersburgo. 2003

## Participación en obras colectivas
- Jo sóc aquell que em dic Gerard, Terres de l'Ebre, Editorial Petròpolis, 2010.

## Premios
| Predecesor: Miquel Ferrà | Premio Ramon Llull de novela 1986 | Sucesor: Valentí Puig |